# Imine

Algemene structuurformule van imines.

Een imine is in de organische chemie een functionele groep, die een kenmerkende dubbele binding tussen het koolstof- en stikstofatoom heeft. Door hun diverse reactiviteit worden ze erg veel toegepast in de koolstofchemie.

## Vorming
Imines worden gevormd door de condensatiereactie van een primair amine met een aldehyde of een keton. In het eerste geval noemt men het reactieproduct een aldimine, in het tweede een ketimine. Een voorbeeld is de condensatie van aceton met aniline tot een ketimine:

## Reacties
- Een imine kan worden gereduceerd tot een amine door hydrogenering.
- Een imine kan hydrolyseren met water tot de corresponderende amine- of carbonylverbinding.
- Amines en imines kunnen reageren tot een aminal.